# Портис (Канзас)
Портис (енгл. Portis) град је у америчкој савезној држави Канзас.

## Демографија
По попису из 2010. године број становника је 103, што је 20 (-16,3%) становника мање него 2000. године.
| Група             | 2000.       | 2010.       |
| Белци             | 119 (96,7%) | 102 (99,0%) |
| Афроамериканци    | 0 (0,0%)    | 0 (0,0%)    |
| Азијати           | 1 (0,8%)    | 0 (0,0%)    |
| Хиспаноамериканци | 1 (0,8%)    | 0 (0,0%)    |
| Укупно            | 123         | 103         |